# Графичко-медијска школа
Графичко-медијска школа у Београду је школа креативне индустрије, јединствена у Србији, која се бави образовањем кадра из области медијске продукције, било да се ради о штампаним медијима, фотографији, филму или осталим дигиталним медијима.

## Историјат

### Деветнаести век
Почетак образовања графичких радника у Србији је 1831. године са оснивањем „Књигопечатње” (касније назване „Државна штампарија”), када је Адолф Берман, њен  фактор, замолио кнеза Милоша да донесе један правилник који ће регулисати и рад ученика Типографије. Већ тада је Берман имао два ученика која је подучавао занату.
Коначно је 1. јула 1834. године од стране кнеза Милоша Обреновића објављено  „НАСТАВЛЕНИЈЕ ЗА УЧЕНИКЕ КЊАЖЕСКО-СЕРБСКЕ КЊИГОПЕЧАТЊЕ И СЛОВОЛИВНИЦЕ ”. Овај документ је имао снагу закона и тачно је прописивао обавезе и права првих графичких ученика у Србији. Зато се с правом може рећи да је датум објављивања овог важног документа, такође и датум настанка графичког школовања, а самим тим и Графичке школе у Београду.
Први ученици који су примљени у  „Књигопечатњу” су обучавани као словослагачи, словоливци, типомашинисти.

### Двадесети век
У годинама пре Првог светског рата је постојало више школа које су школовале графичке кадрове, а неке од важнијих су: Општа недељно-вечерња школа која је 1905. год. уписала укупно 182 графичка ученика у три разреда. Геодетска и грађевинска академија је од 1909. год. у оквиру свог одсека за графичке и штампарске вештине школовала графичке кадрове по веома развијеном школском програму.
Прва школа која је у свом називу имала реч „графичка”  је била Графичко-занатска школа она је основана 1923. године. Мало касније 1925. год. је основана  Државна графичка школа а 1930. године Општа занатска графичка школа, која је већ прве године уписала 200 ученика.

### Други светски рат
После Другог светског рата се у Београду оснива „Графичка индустријска школа“ која је почела са радом септембра 1947. године. Налазила се на једанаестом спрату Булевара војводе Мишића 17. у кули.
Први директор школе био је Мојсило Зирамов. Школа је на почетку рада имала шест одељења, два првог, два другог и два трећег разреда. Школа је сем обавезних предмета, општих и стручних, имала могућност и практичне наставе.
У првој школској 1947/1948. години школу је завршило 166 ученика од којих највише књиговезаца, типомашиниста и словослагача. Школу су похађали ђаци, ученици, али и радници из предузећа уз рад.
Од 1949. године, школа се преселила у зграду у Солунској улици 21 која је имала много већи простор. Нову школу је 1949/1950 похађало 98 ученика разних профила. Тада је графичка школа проглашена најбољом школом на Сењаку, а ученици су постизали најбољи успех. Уз редовно школовање, школа је организовала и графичке курсеве у штампарији.
И даље је постојао проблем са недовољним простором па је 1957. године донета одлука да се изгради нова зграда графичке школе на Новом Београду, чија је изградња почела 1959 године, а завршена је 1962. године. Новац за изградњу је дао град Београд као и графичка индустрија Београда и Србије. Школа је добила име народног хероја Милића Ракића, учесника НОБ-а, иначе графичког радника, цинкографа тако да се убудуће зове Образовни графички центар „Милић Ракић“. До тада је Графичку индустријску школу завршило 407 ученика и у то време се школарина плаћала. Одржавано је три часа дневно, четири дана у недељи. Рад нове Графичке школе у Новом Београду је почео 1964. године. 1963/1964. године је уведено четворогодишње образовање и прва генерација графичких техничара. 1975. године је практична настава у Графичкој школи добила много већи значај. Број часова практичне наставе заузимао половину укупног броја часова. Школа је усвојила нови начин образовања кадрова за трећи и четврти разред. У првој години су изучавани општеобразовни предмети. Током друге године, уведени су нови стручни предмети, али су и даље највећи број предмета заузимали општеобразовно предмети. Трећа и четврта година су потпуно усмерене ка струци.

## Школа данас
Септембра 2018. године у школу су уписани ученици на следећа занимања: фотограф, техничар за графичку дораду, техничар за обликовање графичких производа, техничар штампе, техничар за дигиталну графику, техничар за графичку припрему и трогодишњи ситоштампар.